# Bratkowo
Bratkowo – część miasta Izbica Kujawska, położona na wschodnich peryferiach miasta, w rejonie ulicy Warszawskiej i jej przecznic.